# Yaya Touré
Yaya Gnégnéri Touré (Bouaké, 13 mei 1983) is een voormalig Ivoriaans profvoetballer die doorgaans speelde als middenvelder. Hij werkt nu als Assistent-trainer bij Standard Liège. Hij was van 2004 tot en met 2016 international in het Ivoriaans voetbalelftal, waarvoor hij 102 interlands speelde en negentien keer scoorde. Hij is een jongere broer van Kolo Touré.

## Clubcarrière
Touré speelde in eigen land in de jeugdopleiding van ASEC Mimosas. Van 2001 tot 2004 stond de middenvelder onder contract bij het Belgische KSK Beveren. In 2003 stuurde Mark Wotte Feyenoord aan om hem aan te trekken, maar Feyenoord besloot dit niet te doen. In januari 2004 vertrok Touré naar het Oekraïense Metallurg Donetsk. Daar bleef de middenvelder totdat hij in 2005 gecontracteerd werd door Olympiakos Piraeus. Met de Griekse topclub werd Touré in 2006 landskampioen. In 2006 verhuisde de Ivoriaan voor 4,5 miljoen euro naar AS Monaco. Touré bleef slechts één jaar bij deze club, want in juni 2007 maakte hij voor negen miljoen euro de overstap naar FC Barcelona. Met FC Barcelona won hij in 2009 de Spaanse landstitel, de Copa del Rey, de UEFA Champions League, de Supercopa de España, de UEFA Super Cup en het wereldkampioenschap voor clubs. Touré scoorde in de bekerfinale tegen Athletic de Bilbao (4-1) het eerste doelpunt van Barça. In 2010 werd de landstitel geprolongeerd. Op 2 juli 2010 werd bekend dat Touré naar Manchester City vertrok voor 32 miljoen euro. In Manchester werd hij herenigd met zijn oudere broer Kolo, die een jaar eerder Arsenal FC al inruilde voor dezelfde club. Touré tekende een contract voor vijf seizoenen. In de FA Cup finale van 2011 speelde hij een hoofdrol door het enige doelpunt van de wedstrijd te maken waardoor Manchester City de beker wist te winnen. Op 4 april 2013 tekende Touré een nieuw contract bij Manchester City, tot medio 2017. Zijn weeksalaris werd opgetrokken van 220.000 euro naar 260.000 euro. In 2018 liep zijn contract af en in augustus 2018 keerde hij terug bij Olympiakos. Daar vertrok hij in december 2018 weer. In 2019 speelde hij in de China League One voor Qingdao Huanghai.
Touré werd in 2014 voor de vierde keer op rij verkozen tot Afrikaans voetballer van het jaar. Daarmee evenaarde hij het recordaantal van Samuel Eto'o. Touré was daarbij de eerste speler ooit die deze verkiezing vier keer achter elkaar won.

## Clubstatistieken
| Seizoen | Club               | Competitie       | Duels | Goals |
| ------- | ------------------ | ---------------- | ----- | ----- |
| 2001/02 | KSK Beveren        | Eerste klasse    | 28    | 0     |
| 2002/03 | KSK Beveren        | Eerste klasse    | 30    | 3     |
| 2003/04 | KSK Beveren        | Eerste klasse    | 12    | 0     |
| 2003/04 | Metallurg Donetsk  | Vysjtsja Liha    | 11    | 1     |
| 2004/05 | Metallurg Donetsk  | Vysjtsja Liha    | 22    | 2     |
| 2005/06 | Olympiakos Piraeus | Super League     | 26    | 3     |
| 2006/07 | AS Monaco          | Ligue 1          | 27    | 5     |
| 2007/08 | FC Barcelona       | Primera División | 26    | 1     |
| 2008/09 | FC Barcelona       | Primera División | 25    | 2     |
| 2009/10 | FC Barcelona       | Primera División | 23    | 1     |
| 2010/11 | Manchester City    | Premier League   | 35    | 6     |
| 2011/12 | Manchester City    | Premier League   | 32    | 6     |
| 2012/13 | Manchester City    | Premier League   | 32    | 6     |
| 2013/14 | Manchester City    | Premier League   | 35    | 21    |
| 2014/15 | Manchester City    | Premier League   | 29    | 10    |
| 2015/16 | Manchester City    | Premier League   | 32    | 6     |
| 2016/17 | Manchester City    | Premier League   | 25    | 5     |
| 2017/18 | Manchester City    | Premier League   | 10    | 0     |
| 2018/19 | Olympiakos Piraeus | Super League     | 2     | 0     |
| 2019    | Qingdao Huanghai   | Jia League       | 14    | 2     |
| Totaal  | Totaal             | Totaal           | 476   | 79    |

## Interlandcarrière
Touré debuteerde in 2004 in het Ivoriaans voetbalelftal. Hij nam met zijn land deel aan de Africa Cup 2006, waar Ivoorkust verliezend finalist was, en het wereldkampioenschap voetbal 2006. Op de Africa Cup 2008 werd Touré met De Oranje Olifanten vierde. Hij maakte tegen Benin een doelpunt. Hij behoorde tevens tot de Ivoriaanse selectie voor het wereldkampioenschap voetbal 2010. Touré werd in juni 2014 door bondscoach Sabri Lamouchi opgenomen in de Ivoriaanse selectie voor het wereldkampioenschap voetbal 2014 in Brazilië. Op 14 juni 2014 speelde hij mee in de eerste wedstrijd van Ivoorkust (2–1) tegen Japan. Na afloop werd hij uitgeroepen tot man van de wedstrijd.

## Erelijst
| Competitie             |                    |                           |                    |                    |
| Competitie             | Aantal             | Jaren                     |                    |                    |
| Olympiakos Piraeus     | Olympiakos Piraeus | Olympiakos Piraeus        | Olympiakos Piraeus | Olympiakos Piraeus |
| ---------------------- | ------------------ | ------------------------- | ------------------ | ------------------ |
| Beker van Griekenland  | 1x                 | 2004/05                   |                    |                    |
| Super League           | 1x                 | 2005/06                   |                    |                    |
| FC Barcelona           |                    |                           |                    |                    |
| UEFA Champions League  | 1x                 | 2008/09                   |                    |                    |
| UEFA Super Cup         | 1x                 | 2009                      |                    |                    |
| FIFA Club World Cup    | 1x                 | 2009                      |                    |                    |
| Primera División       | 2x                 | 2008/09, 2009/10          |                    |                    |
| Copa del Rey           | 1x                 | 2008/09                   |                    |                    |
| Supercopa de España    | 1x                 | 2009                      |                    |                    |
| Manchester City        |                    |                           |                    |                    |
| Premier League         | 3x                 | 2011/12, 2013/14, 2017/18 |                    |                    |
| FA Cup                 | 1x                 | 2010/11                   |                    |                    |
| EFL Cup                | 3x                 | 2013/14, 2015/16, 2017/18 |                    |                    |
| FA Community Shield    | 1x                 | 2012                      |                    |                    |
| Qingdao Huanghai       |                    |                           |                    |                    |
| China League One       | 1x                 | 2019                      |                    |                    |
| Ivoorkust              |                    |                           |                    |                    |
| African Cup of Nations | 1x                 | 2015                      |                    |                    |

| Individueel                       |    |                        |
| Afrikaans voetballer van het jaar | 4x | 2011, 2012, 2013, 2014 |